# Madeleine Pauliac
Pour les articles homonymes, voir Pauliac.

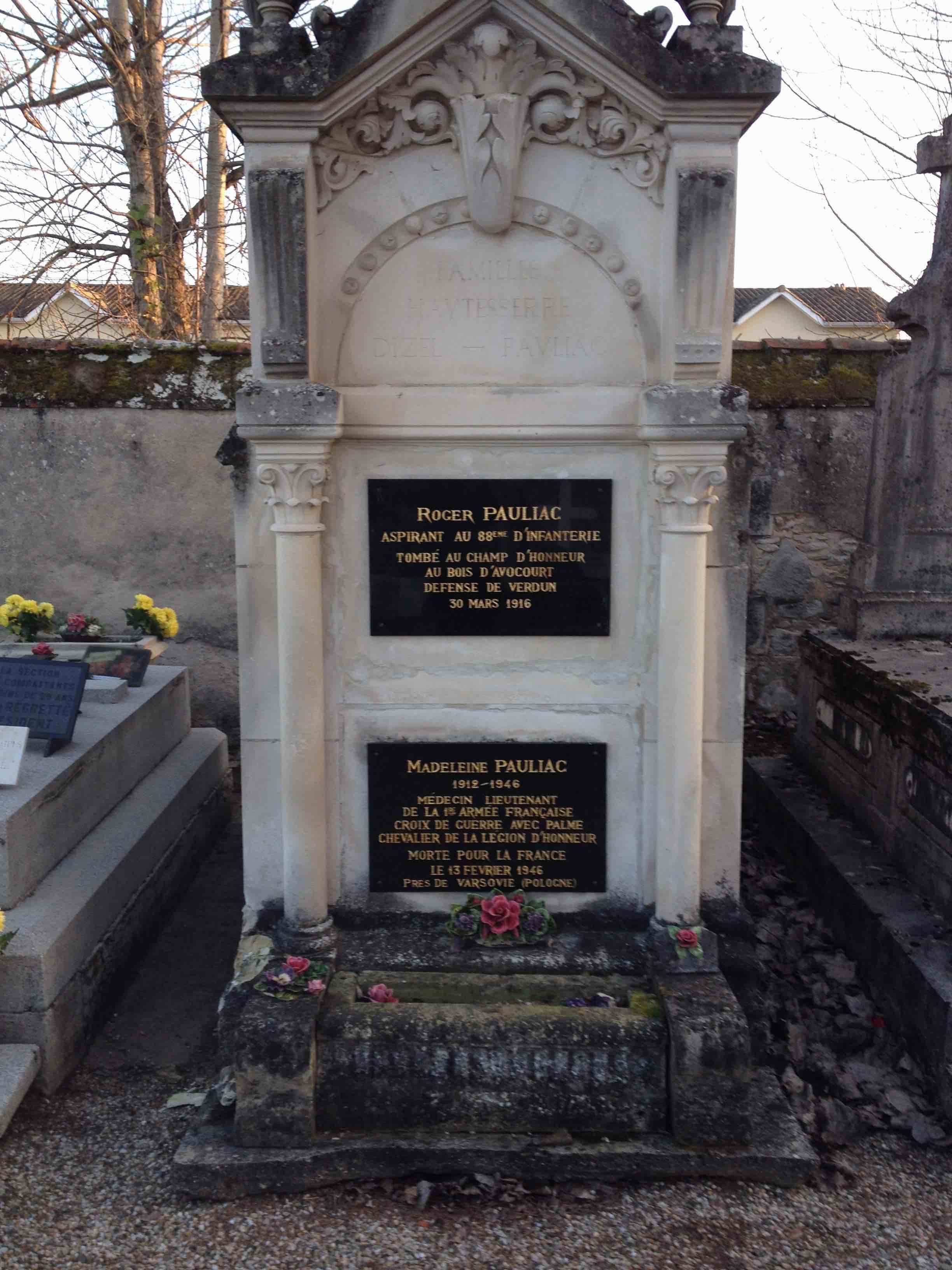
Sépulture de Madeleine Pauliac et de son père Roger Pauliac.

Madeleine Pauliac est une pédiatre et résistante française, née le 17 septembre 1912 à Villeneuve-sur-Lot et morte le 13 février 1946 à Sochaczew, près de Varsovie, en service commandé lors d'un accident automobile. Médecin chef de la Mission française de rapatriement en 1945, elle participe, huit mois durant dans une Pologne ravagée et périlleuse, au sauvetage des Français blessés retenus sur le territoire envahi par l'armée soviétique lors de l'offensive Vistule-Oder.

## Biographie

### Jeunesse
Madeleine Jeanne Marie Pauliac est la petite fille d'Octave Pauliac, fondateur de l'une des trois principales conserveries de Villeneuve-sur-Lot et maire intérimaire durant la Grande guerre(1916-1918) et de Marie Hautesserre Dizel, épouse Pauliac  qui, en tant que présidente de l'Union des Femmes de France (UFF/Croix Rouge Française), organise et dirige l'hôpital militaire 106 dans le même temps . L'usine de la conserverie Pauliac, construite en 1905 par l'architecte Gaston Rapin, employait alors une centaine d'ouvriers.
Madeleine Pauliac a trois ans et demi quand, le 30 mars 1916, son père Roger, aspirant du 88e régiment d'infanterie, est tué au bois d'Avocourt au cours d'un des bombardements de la bataille de Verdun. L'orpheline grandit avec sa sœur d'un an son aînée, Anne-Marie, à Nice, où leur mère, une Corse, les élève dans la tradition catholique.
Une décision du tribunal confie la garde des filles à leur grand-mère paternelle pour la durée des vacances. À Villeneuve, dans une maison de maître située 15 rue d'Agen, les adolescentes sont encouragées par leur grand-mère, dirigeante de la conserverie, à étudier, à faire du sport, devenir des femmes indépendantes et libres.
Les deux sœurs passent leur baccalauréat et sont envoyées par leur grand mère paternelle étudier à Paris. Là, à la rentrée 1929, avec une année d'avance, Madeleine Pauliac entreprend des études de médecine. Externe en 1932, elle termine son internat et soutient sa thèse auprès du professeur Pierre Nobécourt. Elle est reçue docteur en 1939, une des trois cent cinquante femmes médecins françaises.

### Engagement dans la Résistance française durant l'occupation
Durant l'Occupation, au cours de la Seconde Guerre mondiale, Madeleine Pauliac met ses compétences de médecin hospitalier au service de la Résistance, alors que son fiancé part travailler aux États-Unis. Tout en exerçant au pavillon des diphtériques des Enfants Malades, unité prestigieuse où en 1894 Auguste Chaillou inventait la sérothérapie antidiphtérique, elle participe au ravitaillement des maquis et porte secours à des parachutistes alliés.
Elle trouve toutefois le temps de conduire des études sur ses jeunes patients. Bien qu'elle soit assistant hospitalier universitaire, ce n'est que sous la houlette masculine de son chef de clinique qu'elle est autorisée à les présenter en conférence. Ces travaux permettent de mesurer l'efficacité du traitement antidiphtérique. Ils contribuent à l'évaluation du protocole de vaccination, qui, en France, n'est pas encore généralisée, et par là ouvre la voie à cette généralisation.
En août 1944, elle prend part à la libération de Paris. Durant la bataille des Vosges, elle rejoint par ses propres moyens le service de santé de la 2e DB. La bataille d'Alsace n'est pas terminée quand le 30 novembre son engagement dans les Forces françaises de l'intérieur est régularisé. Elle reçoit le grade de lieutenant du SSA.
C'est à ce titre que le général de Gaulle en personne la convoque pour lui confier une mission sanitaire dans le cadre du rapatriement des cinq cent mille ressortissants français qui se trouvent dans la zone conquise par l'Armée rouge. Beaucoup appartiennent au STO. C'est un problème auquel travaille depuis deux ans Francis Huré, représentant du CFLN à Moscou. Il s'agit de ne pas laisser se transformer en otages ces prisonniers et déportés désormais aux mains des Soviétiques sinon abandonnés à eux-mêmes. Le Ministère des prisonniers, déportés et réfugiés, alias PDR, d'Henri Frenay, dont le secrétaire général est François Mitterrand, a bien des missions à Berlin et Prague et même à Moscou mais la situation sur le front de l'Est même est différente. Il n'y a pas de service de santé opérationnel.
Elle reçoit son ordre d'affectation le 26 février 1945. Ce sera la Pologne, le front du Danube étant plongé par les généraux soviétiques Rodion Malinovski et Fiodor Tolboukhine dans un blackout politique total.

### Mission française de rapatriement (printemps 1945)
Le 28 mars 1945, Madeleine Pauliac est envoyée par le général Juin auprès du général Catroux, ambassadeur de France en URSS. Celui-ci l'accueille à Moscou le 2 avril 1945. Le 20 avril 1945, elle se voit confier le poste de médecin-chef d'un hôpital français ouvert en cette occasion à Varsovie, 6 rue de Kryniczna (52° 13′ 45″ N, 21° 03′ 12″ E), dans un bâtiment désaffecté de la Croix-Rouge polonaise. Ce dispensaire prend la suite d'un service assuré jusqu'alors de façon très précaire, quasiment sans moyens, par un capitaine français sur le départ, Charles Liber. Il est administrativement rattaché à l'éphémère PDR.
Elle y parvient le 2 mai 1945. Le bâtiment est rapidement aménagé grâce à des fonds débloqués par l'ambassadeur Roger Garreau. Il offre quinze lits et accueillera jusqu'à quatre-vingt-cinq patients. Typhus, tuberculose, gale, œdèmes de carence, autopsies, dépressions traumatiques, urgences permanentes deviennent le quotidien du docteur Pauliac. Son rôle au sein de la Mission française de rapatriement est, avec l'aide du délégué du CFLN Christian Fouchet, d'organiser et mener l'action de la Croix-Rouge française. Celle ci consiste à rechercher, soigner et évacuer les prisonniers français. Jusqu'alors, les seuls médecins militaires qui pouvaient agir étaient eux-mêmes des prisonniers. La seule possibilité d'hospitalisation qu'ils ont eu, était de diriger les plus malades vers des hôpitaux soviétiques.
Le tri entre ceux des prisonniers qui passeront par un rapatriement sanitaire et ceux qui n'en bénéficieront pas est difficile. Tous sont dans un état dégradé mais les moyens du service de santé sont restreints. Les rapatriements non sanitaires, assurés par d'autres militaires, sont de loin les plus nombreux. Le service du docteur Pauliac n'est qu'un élément, certes très autonome, dans un dispositif dont la direction est assurée par un colonel de l'artillerie coloniale.
Différentes instances du Gouvernement provisoire missionnent le docteur Pauliac pour rédiger des rapports sur la situation locale. Elle se rend au camp de Majdanek, où son rapport tente de reconstituer le système d'extermination. Lorsqu'elle rentre dans le baraquement des Français, elle rencontre un jeune résistant français de 20 ans, d'abord déporté à Auschwitz puis transféré à Madjanek où il a été affecté au Sonderkommando des fours crématoires durant dix mois. Il lui raconte que, certains jours, lorsque la chambre à gaz avait mal fonctionné ou que les gazés étaient trop nombreux, certains étaient encore vivants et parfois conscients quand ils arrivaient aux fours crématoires. Certains le regardaient, d'autres gémissaient et parfois suppliaient. Le garde allemand les assommaient d'un coup de gourdin ou ordonnait de les enfourner encore vivants. En continuant à parler avec lui, Madeleine comprend qu'il est dans un état second : « Il n'a plus d'émotions, blindé dans une douleur totalement inexprimable. Il a survécu en se murant pour ne rien ressentir. »
C'est là, le 8 mai 1945, qu'elle apprend que la guerre est finie.
Un voyage à Toruń, Dantzig, renommé Gdańsk, et Gdynia fait l'objet de deux rapports. Le premier est adressé le 19 juin 1945 à Étienne Burin des Roziers, directeur du cabinet du Général de Gaulle. Celui-ci lui répondra personnellement le 25 août 1945 mais dès le 29 juin 1945, un premier accord est signé entre la France et l'URSS autorisant l'organisation du rapatriement de tout prisonnier détenu par les Soviétiques se déclarant de lui même français, civils comme militaires.
Le second rapport, adressé à Roger Garreau, décrit les mêmes horreurs, par exemple l'entassement de corps décapités dans les cuves d'une usine à savon. Il documente l'utilisation du viol systématique des femmes, fillettes, adolescentes, parturientes, religieuses, vieillardes, comme arme de guerre par l'Armée rouge alors même que la loi soviétique interdit les rapports sexuels avec des étrangères.

### Escadron bleu et SIPEG (fin 1945)
Le 27 juillet 1945, Madeleine Pauliac est rejointe à Varsovie par l'unité mobile n° 1 de la Croix Rouge partie le 23 de Constance sur le Lac. Ce sont dix jeunes infirmières et ambulancières volontaires et leur chef d'unité, Violette Guillot, qui conduisent cinq ambulances, des Austin offertes à la Croix-Rouge française par le roi George VI. Depuis Paris qu'elles ont quitté à la mi avril, elles ont déjà traversé l'Allemagne dans le sillage de la 7e armée, via Dachau et Buchenwald.
Au sein de cet Escadron bleu auquel elle donne les ordres de missions, Madeleine Pauliac va ainsi, pendant trois mois et demi, accomplir à travers toute la Pologne, et parfois jusqu'en Union soviétique, plus de deux cents expéditions. Au gré des renseignements, des Français, sans cesse déplacés par des autorités russes désorientées, sont récupérés dans des camps, des hôpitaux, des gares, y compris des Malgré-nous, tels cinq soldats exfiltrés du camp de Tambov grâce à la seule audace de Madeleine Pauliac. Les opérations sont toujours incertaines, souvent périlleuses. Le quasi rapt de huit Français hospitalisés à Białystok se fait sous les balles.
Les évacuations sanitaires se font une ou deux fois par semaine par un Dakota qui assure la liaison aérienne avec Le Bourget en une journée, vingt cinq passagers par vol. Le 18 août 1945, la mission, qui compte désormais deux médecins supplémentaires, neuf autres officiers, une quinzaine d'infirmiers ou infirmières, sept ambulances, trois camions et trois véhicules légers avec leurs chauffeurs, reçoit le renfort matériel et opérationnel de l'un des deux trains du SIPEG. Le Service interministériel de protection contre les événements de guerre du docteur et capitaine Denise Bourgeois est un train international qui depuis Varsovie sillonne l'Europe centrale pour ramener tous les prisonniers qui ont pu sur son passage être rassemblés. Stationnés en gare de Grochów (pl), les seize wagons du train hôpital, soit soixante lits d'hospitalisation, une cantine, un laboratoire, une maternité, une salle d'opération, ne repartiront que le 8 octobre 1945. Entre-temps, les 18 et 23 septembre, deux évacuations sanitaires par voie ferrée auront été opérées pour respectivement trois cent soixante dix huit et quatre cent douze blessés.
Le 29 septembre 1945, Madeleine Pauliac est avec son adjoint, le docteur Luquet, sur la route de Łódź à Kalisz dans une des deux ambulances lancées à la poursuite d'un train de Malgré nous évacués du camp de Tambov. Plusieurs fois déjà des blessés ont pu être sauvés ainsi d'un voyage qui leur aurait été fatal. Son véhicule verse en entrant sur un pont qui a sauté. Deux côtes cassées, un Röntgen portatif révèle une fracture du crâne. Il ne faut cependant que quelques jours pour qu'en dépit des avis médicaux et amicaux, le docteur Pauliac, la tête rasée et bandée, reprenne son poste, s'automédicant de la morphine.

### Aide pédiatrique à des religieuses et postérité
Le 14 novembre 1945, trois jours après la dissolution de l'Escadron bleu, le PDR est supprimé, et la Mission française de rapatriement prend fin. Le rideau de fer tombe. Madeleine Pauliac reste sur place avec quelques autres volontaires civils pour récupérer sept cents Français qui n'ont pas encore été libérés.
Dans une clandestinité qu'elle leur a jurée, elle continue les soins qu'elle donne depuis début juin aux religieuses d'un couvent niché dans une forêt à une trentaine de kilomètres de Varsovie. Elles ont été violées par les soldats allemands en déroute puis, trente fois de suite, par ceux de l'Armée rouge. Comme cinq religieuses qu'elle avait rencontrées à Dantzig et qui, sur une vingtaine, ne sont pas mortes, les plus jeunes qui ont survécu sont devenues mères. Avec la complicité d'Arthur Bliss Lane (en), ambassadeur des États-Unis, et de Louis Christians (pl), président de la Croix-Rouge polonaise, elle fait évacuer par avion les enfants que leurs mères religieuses rejettent. Mélangés à un groupe de quelques authentiques orphelins polonais, soit un total de vingt quatre enfants, ils seront comme ceux-ci placés anonymement dans des familles d'accueil françaises. Son rôle sanitaire et son engagement humaniste envers ces femmes et ces enfants sont relatés dans plusieurs œuvres cinématographiques et littéraires, lui valant la reconnaissance posthume.
Elle ne rentre à Villeneuve que quelques jours avant Noël. Comme pour ses collègues qui ont vu les horreurs des Lager, vécu l'année zéro, subi la peur, le travail de deuil et le retour à une vie normale sont difficiles. Le 28 janvier 1946 Madeleine Pauliac, son futur mari étant appelé à Singapour, repart en mission pour le SIPEG, comme elle l'a promis à la mère supérieure qui l'attend.

### Mort accidentelle et funérailles
Le 13 février 1946, le colonel Georges Sazy, représentant des intérêts commerciaux de la France dans une Pologne désormais collectivisée, se rend de Paris à Varsovie avec Madeleine Pauliac dans une voiture de l'Ambassade conduite par un chauffeur. Vers 20h00, dans un virage sur la route verglacée qui va de Lowicz à Sochaczew, à une soixantaine de kilomètres à l'ouest de Varsovie, le véhicule percute un arbre. Madeleine Pauliac et Georges Sazy sont tués sur le coup, le chauffeur est grièvement blessé. Trois jours plus tard, leurs cercueils plombés, après une cérémonie très solennelle, sont déposés dans un caveau de la partie civile du cimetière de Powązki où ils resteront jusqu'en juillet 1946. Celui de Madeleine Pauliac sera transféré à Villeneuve-sur-Lot, où, le 27 juillet, les compagnes de l'Escadron bleu et un détachement de FFI, en présence des autorités et de la foule, le conduisent jusqu'à la sépulture familiale au cimetière Saint-Etienne.

## Travaux scientifiques
- Madeleine Pauliac, Les Dérivés sulfamidés et leur action dans le traitement des méningites cérébro-spinales à méningocoques : Thèse de médecine, Angers, Imprimerie du Commerce, 1939, 85 p. ;
- Madeleine Pauliac et Maurice Lamy, « Douze mois au pavillon de la diphtérie aux Enfants Malades », Archives françaises de pédiatrie, Paris, Société de pédiatrie de Paris, t. II, no 3,‎ 1944 (ISSN 0003-9764, BNF 34348227).

## Hommages

### Décorations et reconnaissance
- Chevalier de la Légion d'honneur à titre posthume[34]
- Croix de guerre 1939–1945, palme de bronze à titre posthume (en même temps que sa nomination dans la Légion d'honneur)
- Croix d'or de première classe, plus haute distinction de la Croix-Rouge polonaise, reçue le 10 août 1945 de son vivant
- Morte pour la France[35]

### Filmographie et essais biographiques
Le film de fiction Les Innocentes (2016) réalisé par Anne Fontaine d'après une idée originale de Philippe Maynial, neveu de Madeleine Pauliac, est inspiré de l’un des épisodes vécus par Madeleine Pauliac durant sa mission en Pologne. Le personnage inspiré par Madeleine Pauliac est interprété par Lou de Laâge. Sous le titre Agnus Dei, le film fait partie de la sélection officielle du Festival du film de Sundance en janvier 2016. Sous le titre Les Innocentes, il est nommé quatre fois pour les César 2017 dans les catégories meilleur film, meilleure réalisatrice, meilleure photo et meilleur scénario original.
Le livre de Philippe Maynial, Madeleine Pauliac l'insoumise paraît le 16 février 2017 aux Éditions XO. Ce récit, salué par les médias, retrace les missions conduites en 1945 par Madeleine Pauliac avec les onze jeunes ambulancières et infirmières de l'Escadron bleu mais aussi des éléments biographiques.
Le documentaire Les Filles de l'Escadron bleu (2018) co-écrit par Philippe Maynial et Emmanuelle Nobécourt et réalisé par Emmanuelle Nobécourt retrace les missions de Madeleine Pauliac en Pologne du 29 avril 1945 au 13 février 1946 avec l'Escadron bleu. Ce film a reçu le Prix Historia 2020 du documentaire historique. .
Le Parlement européen a choisi le documentaire Les Filles de l'Escadron bleu pour être présenté tout au long de la journée du 8 mars 2025 à l'occasion de la Journée internationale des droits des femmes .

### Odonymes
Une rue Madeleine-Pauliac est inaugurée à Villeneuve-sur-Lot le 8 mars 2018 à l'occasion de la Journée internationale des droits des femmes par le maire de la ville, Patrick Cassany, en présence de Philippe Maynial.
Une allée Madeleine Pauliac - Médecin résistante - est nommée à Toulouse, par délibérations du Conseil Municipal du 7 décembre 2018, située entre le boulevard des Récollets et la place A.Daste
Une rue Madeleine Pauliac sera inaugurée à Nantes, entre la rue du Souvenir Français et la rue Marianne, dans le quartier en transformation de la Caserne Mellinet, à l'issue des travaux - délibérations du Conseil Municipal du 14/12/2018.
Une crèche Madeleine Pauliac a été inaugurée à Villeneuve-sur-Lot le 16 septembre 2021 en présence du maire Guillaume Lepers, du sous-préfet Arnaud Bourda, du président du comité régional de la Légion d'honneur - Jean-Pierre Bataille - des représentants de la Croix Rouge Française et de Philippe Maynial neveu de Madeleine Pauliac , suivie d'une exposition sur Madeleine Pauliac et l'Escadron bleu au Musée Gajac
Un Gymnase Madeleine Pauliac a été inauguré le 9 octobre 2021 à Saint-Ouen l'Aumône en présence du maire Laurent Linquette, de Gilbert Derus maire adjoint aux sports, Véronique Pelissier conseillère départementale du Val d'Oise, Pierre Grégoire président du Comité départemental Olympique et sportif du Val d'Oise et de Philippe Maynial neveu de Madeleine Pauliac. Gymnase labelisé "Terre de jeux JO 2024". 
Le parvis de la gare de Grenoble « Madeleine Pauliac-Escadron bleu » a été inauguré le 28 juin 2023 par Éric Piolle, maire de Grenoble, en présence de Philippe Maynial, neveu de Madeleine Pauliac et des enfants de l'Escadron bleu, dont Simone Kunegel et Hugues Watin-Augouard. Étaient présents Dominique Vidal, président des membres de la Légion d'honneur Isère accompagné de Jeannie Longo, commandeur de la Légion d'honneur et championne olympique de cyclisme, et de Denis Beautemps, président de la Délégation territoriale de la Croix Rouge Isère. Délibérations du Conseil municipal du 28 mars 2022
Une allée Madeleine Pauliac est nommée à Quimper et la rue qui y mène, rue de l'Escadron bleu par décision du Conseil municipal du 15 décembre 2022.
Une rue Madeleine Pauliac est nommée à Floirac (33) dans le quartier en transformation de la Souys à la suite d'un vote citoyen le 19 juin 2024.https://www.ville-floirac33.fr/quartier-souys-les-resultats-du-vote/
Le 18 octobre 2024, le nom de Madeleine Pauliac a été attribué à l’école polyvalente du 32/34 rue Buffault Paris 9e. Ce vœu de la maire du 9e arrondissement de Paris, Delphine Bürkli, présenté au Conseil de Paris par Alexis Govciyan, conseiller de Paris chargé de la mémoire, a été adopté à l’unanimité. L’inauguration de cette école maternelle et primaire a eu lieu en présence de Delphine Bürkli, Alexis Govciyan, Sébastien Dulermo, premier adjoint chargé de la vie scolaire, Sylvain Maillard, député de Paris, Giovanni Ungaro, Président de la Croix Rouge de Paris, Philippe Maynial neveu de Madeleine Pauliac. Assistaient également à la cérémonie les élèves, leurs parents et les professeurs.

### Lire en ligne
- Pierre Bourgeois, Claude Proche et Denise Bourgeois, « Le rapatriement à l'Est et l'aventure de la mission de Varsovie », Histoire des sciences médicales, Paris, Société française d'histoire de la médecine, vol. XIX, no 4,‎ 26 octobre 1985, p. 321-339 (ISSN 0440-8888, lire en ligne) ;
- Hervé Smith, « Ma mère à Varsovie en septembre 1945. », in Halifax Groupes lourds français Squadrons 346 et 347 R.A.F, rssing.com, 14 avril 2017.

### Sources
1. ↑  « Madeleine-Pauliac à une rue en sa mémoire », in Sud Ouest, Bordeaux, 10 mars 2018.
2. ↑  Jean-Louis Amella, « Villeneuve. 5 kg d'explosif pour détruire la cheminée Pauliac. », in La Dépêche du Midi, Toulouse, 9 décembre 2008.
3. 1 2  Ph. Maynial, Madeleine Pauliac : l'insoumise., p. 14, Tallandier, Paris, 2019  (ISBN 979-10-210-3787-8).
4. ↑  (BNF 12976449).
5. ↑  M. Paulliac, Thèse de médecine, n° 1457, Hôpital Necker-Enfants malades, Paris, 1939.
6. 1 2 3  Ph. Maynial, « MADELEINE PAULIAC », in LES INNOCENTES un film d'ANNE FONTAINE, Mars Films, Paris, février 2016.
7. ↑  Archives françaises de pédiatrie, t. II, no 3, p. 125, Société de pédiatrie de Paris, Paris, 1944  (ISSN 0003-9764).
8. ↑  M. Lamy & M. Pauliac, « Douze mois au pavillon de la diphtérie aux Enfants Malades », Société de pédiatrie de Paris, Paris, 21 mars 1944.
9. ↑  R. Levent, « À propos de la vaccination antidiphtérique », in Gazette des hôpitaux, no 8, p. 122, Paris, 15 avril 1944.
10. ↑  Paris médical, no 12, p. V, J.-B. Baillière et fils, Paris, 25 juin 1944.
11. 1 2 3  Pierre Bourgeois, Claude Proche & Denise Bourgeois, « Le rapatriement à l'Est et l'aventure de la mission de Varsovie », in Histoire des sciences médicales, vol. XIX, no 4, p. 326, Société française d'histoire de la médecine, Paris, 26 octobre 1985  (ISSN 0440-8888).
12. ↑  Pierre Bourgeois, Claude Proche & Denise Bourgeois, « Le rapatriement à l'Est et l'aventure de la mission de Varsovie », in Histoire des sciences médicales, vol. XIX, no 4, p. 324, Société française d'histoire de la médecine, Paris, 26 octobre 1985  (ISSN 0440-8888).
13. 1 2 3 4 5  Pierre Bourgeois, Claude Proche & Denise Bourgeois, « Le rapatriement à l'Est et l'aventure de la mission de Varsovie », in Histoire des sciences médicales, vol. XIX, no 4, p. 328, Société française d'histoire de la médecine, Paris, 26 octobre 1985  (ISSN 0440-8888).
14. ↑  Aujourd'hui l'ancien hôpital français est appelé « maison biélorussienne »
15. ↑  « 1946-1950 Les Missions de rapatriement dans le chaos de l'après-guerre-chapitre-chapitre : La destinée de Madeleine Pauliac », Agir ensemble, Croix-Rouge française,‎ octobre-décembre 2015, p. 29.
16. ↑  Maynial, p. 112-113
17. ↑  Ph. Maynial, Madeleine Pauliac : l'insoumise., p. 112 ,Tallandier, Paris, 2019  (ISBN 979-10-210-3787-8).
18. 1 2 3 4  Pierre Bourgeois, Claude Proche & Denise Bourgeois, « Le rapatriement à l'Est et l'aventure de la mission de Varsovie », in Histoire des sciences médicales, vol. XIX, no 4, p. 331, Société française d'histoire de la médecine, Paris, 26 octobre 1985  (ISSN 0440-8888).
19. ↑  Pierre Bourgeois, Claude Proche & Denise Bourgeois, « Le rapatriement à l'Est et l'aventure de la mission de Varsovie », in Histoire des sciences médicales, vol. XIX, no 4, p. 329, Société française d'histoire de la médecine, Paris, 26 octobre 1985  (ISSN 0440-8888).
20. 1 2  Pierre Bourgeois, Claude Proche & Denise Bourgeois, « Le rapatriement à l'Est et l'aventure de la mission de Varsovie », in Histoire des sciences médicales, vol. XIX, no 4, p. 330, Société française d'histoire de la médecine, Paris, 26 octobre 1985  (ISSN 0440-8888).
21. ↑  Hervé Smith, « Ma mère à Varsovie en septembre 1945. », in Halifax Groupes lourds français Squadrons 346 et 347 R.A.F, p. 11, rssing.com, 14 avril 2017.
22. ↑  Pierre Bourgeois, Claude Proche & Denise Bourgeois, « Le rapatriement à l'Est et l'aventure de la mission de Varsovie », in Histoire des sciences médicales, vol. XIX, no 4, p. 332, Société française d'histoire de la médecine, Paris, 26 octobre 1985  (ISSN 0440-8888).
23. 1 2 3 4 5  Pierre Bourgeois, Claude Proche & Denise Bourgeois, « Le rapatriement à l'Est et l'aventure de la mission de Varsovie », in Histoire des sciences médicales, vol. XIX, no 4, p. 334, Société française d'histoire de la médecine, Paris, 26 octobre 1985  (ISSN 0440-8888).
24. ↑  Paul Beilliard, « Oraison funèbre », Villeneuve-sur-Lot, 27 juillet 1946, cité in Ph. Maynial, Madeleine Pauliac : l'insoumise., p. 193 ,Tallandier, Paris, 2019  (ISBN 979-10-210-3787-8).
25. ↑  Hervé Smith, « Ma mère à Varsovie en septembre 1945. », in Halifax Groupes lourds français Squadrons 346 et 347 R.A.F, p. 87, rssing.com, 14 avril 2017.
26. ↑  Ph. Maynial, Madeleine Pauliac : l'insoumise., p. 115 ,Tallandier, Paris, 2019  (ISBN 979-10-210-3787-8).
27. ↑  Ph. Maynial, Madeleine Pauliac : l'insoumise., p. 116 ,Tallandier, Paris, 2019  (ISBN 979-10-210-3787-8).
28. ↑  Ph. Maynial, Madeleine Pauliac : l'insoumise., p. 155 ,Tallandier, Paris, 2019  (ISBN 979-10-210-3787-8).
29. ↑  Ph. Maynial, Madeleine Pauliac : l'insoumise., p. 94 ,Tallandier, Paris, 2019  (ISBN 979-10-210-3787-8).
30. ↑  Ph. Maynial, Madeleine Pauliac : l'insoumise., p. 161 ,Tallandier, Paris, 2019  (ISBN 979-10-210-3787-8).
31. ↑  Base Mémoire
32. ↑  Notice no IM47002439, sur la plateforme ouverte du patrimoine, base Palissy, ministère français de la Culture.
33. ↑  « PAULIAC Madeleine Jeanne Marie », in Sépultures de guerre, Secrétariat général pour l'Administration, Paris.
34. ↑  Daniel Sicard, « Madeleine PAULIAC », Section du Lot et Garonne de la Société des membres de la Légion d'honneur, Agen, 2016.
35. ↑  « Madeleine Jeanne Marie PAULIAC », Cote AC 21 P 126677, Service historique de la Défense, Caen.
36. ↑  Didier Deniel, « Les Innocentes. Un film choc écrit en Bretagne », in Le Télégramme, Morlaix, 9 février 2016.
37. ↑  « Les Innocentes », sur le site de Mars distribution (consulté le 8 février 2016).
38. ↑  « Agnus Dei », sur le site du Sundance Institute (consulté le 8 février 2016).
39. ↑  « Madeleine Pauliac », sur le site de XO éditions (consulté le 1er février 2017).
40. ↑  2018 p4
41. ↑  Ville de Paris, « Dénomination de l'Ecole Madeleine Pauliac », mai 2024